# Соколов, Анатолий Михайлович
Анатолий Михайлович Соколов (1911—1942) — участник Великой Отечественной войны, военный комиссар эскадрильи 129-го истребительного авиационного полка, с 6 декабря 1941 года 5-й гвардейский истребительный авиационный полк, Калининского фронта, батальонный комиссар. Герой Советского Союза.

## Биография
Родился 2 декабря 1911 года в городе Кишинёве в семье рабочего. Русский.
Член ВКП(б) с 1932 года. Окончил Киевский вечерний рабочий университет. Работал слесарем в железнодорожных мастерских.
В Красной Армии с 1933 года. В 1934 году окончил Качинскую военно-авиационную школу лётчиков. Был лётчиком-инструктором в Качинской, затем Кировобадской авиационных школах. Во время войны с белофиннами Анатолий Соколов не раз участвовал в воздушных схватках и был награждён орденом Красной Звезды.
Великую Отечественную войну встретил под Белостоком в составе 129-го истребительного полка. В первый же день открыл боевой счёт полка и свой: прямо над аэродромом сбил «мессер». С начала военных действий авиаполк действовал с аэродромов городов Смоленска, Брянска, Орла, Тулы. За образцовое выполнение боевых задач и проявленные при этом мужество и героизм в оборонительных сражениях под Москвой в декабре 1941 года полк в числе первых авиационных частей получил наименование гвардейского и был преобразован в 5-й гвардейский истребительный авиационного полка.
Благодаря умелому сочетанию военного опыта комиссара Соколова с политработой эскадрилья в короткий срок стала лучшей в истребительном полку. За 6 военных месяцев 1941 года лётчики эскадрильи совершили до 2500 боевых вылетов, провели 387 воздушных боёв, уничтожили 67 вражеских самолётов. За это же время эскадрилья потеряла 7 самолётов, в воздушных боях погибло 4 лётчика. Сам комиссар к концу 1941 года имел на своём боевом счету 148 успешных боевых вылетов: он сопровождал бомбардировщики и штурмовики, прикрывал наши наземные войска, осуществлял штурмовку и разведку. Участвовал в 37 воздушных боях и лично уничтожил 8 самолётов противника.
25 января 1942 года вражеская авиация совершила налёт на аэродром базирования полка. Комиссар одним из первых пошёл на взлёт и был сбит вражеским истребителем.
Указом Президиума Верховного Совета СССР «О присвоении звания Героя Советского Союза начальствующему и рядовому составу Красной Армии» от 12 апреля 1942 года за «образцовое выполнение боевых заданий командования и проявленные при этом отвагу и геройство» удостоен посмертно звания Героя Советского Союза.
Похоронен в селе Луковниково Старицкого района (ныне — Тверской области).

## Награды
- Награждён орденом Ленина, орденом Красного Знамени и орденом Красной Звезды и медалями[3].

## Память
- Именем Героя названа улица в посёлке Боровая Фастовского района Киевской области (Украина), где он жил.
- В Киеве на здании Киевского высшего профессионального училища железнодорожного транспорта имени В. С. Кудряшова (улица Фурманова, дом № 1/5) Герою установлена памятная доска[4].
- В честь героя названа улица в посёлке Луковниково Тверской области.